# Морено, Альфредо Давид
Альфредо Давид Морено (исп. Alfredo David Moreno; 12 января 1980[…], Сантьяго-дель-Эстеро — 8 декабря 2021, Агуаскальентес) — аргентинский футболист, нападающий.

## Биография
Морено начал свою карьеру в клубе «Бока Хуниорс», дебютировав в команде 26 сентября 1999 года, в «Боке» Морено провёл немного матчей, но среди них были и впечатляющие, так Морено в кубке Либертадорес забил 5 мячей в ворота «Блуминга». После «бокиты» Морено уехал в Мексику, чтобы выступать за клуб «Некакса». В «Некаксе» Морено провёл первый матч против «Пуэблы» 21 января 2001 года, а затем перешёл в клуб «Куаутитлан». После мексиканского вояжа Морено вернулся в Аргентину, чтобы выступать за клуб «Расинг», но там играл очень мало, изредка выходя на замену и вновь уехал в «Некаксу», но там забивал чрезвычайно редко, ему пришлось уехать в Китай, где играл за клуб «Шаньдун Лунэн», где хорошо играть ему помешала адаптация в чужой стране и русский тренер, затем Морено опять оказался в «Боке», там он играл и забивал помногу, в 2003 году ездил на просмотр в московский «Локомотив», но, потренировавшись с командой неделю, не подошёл «железнодорожникам». Затем Морено вновь играл за «Некаксу», затем за «Сан-Луис» и с зимы 2009 года Морено опять игрок «Некаксы», за которую он выступал на правах аренды.
Умер 8 декабря 2021 года.

## Достижения

### Командные
- Чемпион Аргентины: Апертура 2000
- Обладатель Кубка Либертадорес: 2000, 2003

### Личные
- Лучший бомбардир чемпионата Мексики: Апертура 2007 (18 голов)